# Victor Dupré
Pour les articles homonymes, voir Dupré.

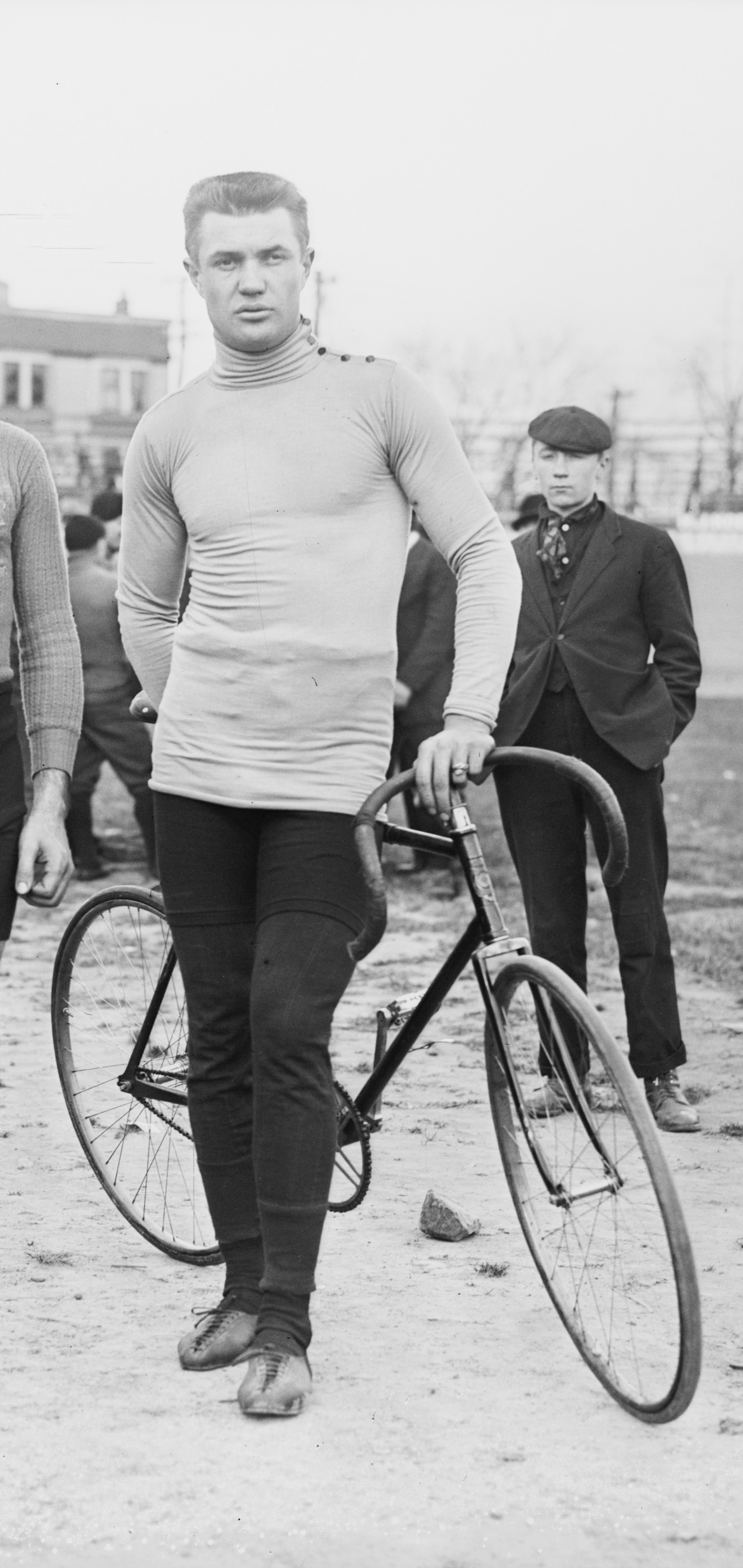
Victor Dupré (12 février 1908).

Victor Dupré, né le 11 mars 1884 à Roanne (Loire) et mort le 9 juin 1938 à Commelle-Vernay (Loire), est un coureur cycliste français, spécialiste de la piste et notamment de la vitesse individuelle, où il forge l'essentiel de son palmarès, il devient Champion du monde de vitesse en 1909 et champion de France la même année.

## Biographie
Victor Dupré , destiné par ses parents à une carrière commerciale, fait ses études à l’École professionnelle de Roanne. À 15 ans, il est mis en apprentissage dans une maison de tissus. Son frère aîné, fervent du cyclisme, part au régiment. Le jeune Dupré hérite de la bicyclette de son aîné. Il se décide à tâter de la course et débute comme amateur en 1900. Pour ses premiers pas dans la carrière, il gagne à Roanne le championnat des pupilles de 100 kilomètres, qu’il couvre en 3 h 29 min.
Devenu professionnel, il court et gagne toutes les courses régionales en 1901. Encouragé par des succès rémunérateurs, il s’essaye, en 1902, dans une course de grand fond, Marseille-Paris où il termine treizième de la catégorie touriste-routier, quelques heures seulement le séparent du vainqueur : Lucien Lesna. La même année, Dupré se mesure avec Émile Friol, dans une internationale, à Charlieu. Le Roannais est battu de quelques centimètres seulement à l’emballage final, et, épuisé par son effort, il fait une chute, se brise la clavicule. Cet accident l’empêche de courir tout le restant de la saison. Complètement rétabli et plein d’une nouvelle ardeur, il prend, à 19 ans, le départ du premier Tour de France en 1903. Lors de la première étape, il est victime de plusieurs crevaisons et abandonne la course qui arrive chez lui à Roanne, où de nombreux spectateurs l'attendent pour l'encourager,.
Complètement dégoûté des courses sur route, il ne veut plus courir que sur piste. Après avoir résisté à quelques vedettes en déplacement sur les pistes provinciales, Dupré part pour la capitale en 1904. Il a déjà battu Gabriel Poulain et Jean Broka (d)  à Roanne. Puis Gianfranco Eros, Sigmar Rettich, Victor Thuau et Emil Dörflinger. Il lui faut la consécration définitive que seule la capitale peut donner. Il se classe second dans le Grand Prix de Pâques, derrière l’Italien Pietro Bixio.
C’est en 1905 que Dupré commence à être vraiment connu du grand public. Il participe au Grand Prix de Paris et arrive aux demi-finales dont les vainqueurs sont Kramer, Poulain et Mayer. Il se classe deuxième du championnat de France, dont la finale, cette année- là, est courue en trois manches. Vainqueur dans une manche, gêné par Poulain, il ne peut donner sa mesure dans la dernière. Malgré sa réclamation, le classement final est : Poulain, Dupré, Friol. Dupré obtient un match revanche. Au dernier moment, le célèbre Edmond Jacquelin remplaçe Émile Friol. Le classement est Poulain, Dupré, Jacquelin. Dupré remporte cette année-là de nombreux succès en province, et sa réputation de grand coureur s’établit indiscutablement.
En 1906, le championnat de France, dont la finale se dispute toujours en trois manches voit Friol l’emporter devant Dupré et Poulain. En 1907, Dupré est au premier rang des coureurs français. Il gagne sept internationales de suite au premier vélodrome d'hiver, le Grand Prix de l’U. V. F. devant Gabriel Poulain, Walter Rütt et Charles Van Den Born. Il enlève en outre la coupe du Conseil municipal de Paris. Battu par Poulain, dans le Grand Prix de Pâques, il se classe 2° devant Thorvald Ellegaard après avoir défait Friol et Rütt dans sa demi-finale. Il est second encore du Grand-Prix de Paris, après avoir triomphé de Ellegaard et Mayer, dans sa demi-finale. Dans les six jours de New York, associé à Léon Georget, il finit troisième après Rütt et Fogler. Rentré des États-Unis, il établit le record du kilomètre lancé au vélodrome d’Hiver, en 1 min 11 s et avec Van den Born, le record du kilomètre en  tandem en 1’ 2”.
En 1908, il gagne le Grand Prix de la République qui est, malgré tout, attribué à Friol à la suite d’une erreur du juge. Il était bon premier d’un quart de roue. Le Grand Prix de Neuilly, enlevé brillamment à Buffalo, le console de cette mésaventure. Il gagne encore les Grands Prix de Bordeaux, Montauban, Roanne et Nantes. Il bat Friol et Major Taylor dans le Prix de Berlin, revanche des championnats du monde, et il bat les mêmes adversaires quelques jours après à Anvers. En 1908 il finit premier dans 33 épreuves.
En 1909, Il gagne le championnat de France, puis le championnat du monde, à Copenhague, devant Poulain et Rütt. Il avait déjà battu le champion d’Australie Jackie Clark. Dupré est donc le meilleur homme du moment. En 1909, Dupré dispute 64 courses durant la saison. Il est 43 fois premier, 11 fois second, deux fois troisième et deux fois 4e. Jusqu’à fin 1909, il a gagné 54 courses de tandem avec des équipiers différents, Émile Delage, Emil Dörflinger, Charles Van den Born. De 1910 à 1914, Il bat Alfred Goullet, champion australien, sur 6 heures, et se classe second dans la première épreuve de six jours disputée à Paris en 1913.
En 1922, il prend le départ des Six jours de Paris avec Ali Neffati mais il abandonne.

## Palmarès sur piste

### Championnats du monde
- Copenhague 1909
  -  Champion du monde de vitesse

### Championnat d'Europe
- 1912
  -  Médaillé de bronze en vitesse

### Six jours
- 1907
  - 3e des Six jours de New York

- 1913
  - 2e des Six jours de Paris

### Championnats de France
- 1905
  - 2e de la vitesse
- 1906
  - 3e de la vitesse
- 1909
  -  Champion de France de vitesse
- 1910
  - 2e de la vitesse
- 1911
  - 3e de la vitesse
- 1912
  - 3e de la vitesse

### Grand Prix
- 1903
  - Grand Prix de Bordeaux
- 1908
  - Grand Prix de Bordeaux
- 1909
  - Grand Prix de Reims
  - Grand Prix de Buffalo
- 1911
  - Grand Prix de Noël
- 1914
  - Grand Prix de Buffalo

## Résultats sur le Tour de France
- 1903 : abandon (1re étape)[3]

## Hommage
- Un Prix Dupré-Lapize est organisé au Vél’ d'Hiv’ entre 1927 et 1959, sous forme d'une course à l'américaine.